# Giulio Cesare Uccellini

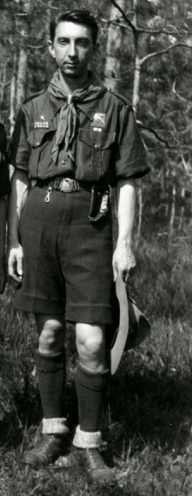
Giulio Cesare Uccellini, "Kelly"

(Storia dello scautismo in Italia - Mario Sica)
Giulio Cesare Uccellini, detto Kelly, Tigre o Bad Boy (Milano, 11 marzo 1904 – Milano, 23 marzo 1957), è stato una figura di primo piano nello scautismo cattolico e nella Resistenza in Lombardia dall'inizio dell'epoca fascista fino a dopo la Seconda guerra mondiale.

## Biografia
Giulio Cesare Uccellini nasce l'11 marzo 1904 nell'attuale quartiere Greco di Milano - allora comune autonomo - quinto di otto figli di Giuseppe, ragioniere presso la Banca d'Italia, e Maria Radaelli, maestra di pianoforte.
Conobbe lo scautismo nel marzo del 1918 incontrando, nella chiesa di San Gregorio, un drappello di scout. Nonostante l'opposizione del padre, entrò nel gruppo Milano II San Giorgio dell'ASCI (Associazione Scouts Cattolici Italiani) pronunciando la sua promessa nel mese di luglio.
Spinto da un forte senso civico e religioso rinunciò alla carriera professionale nella Banca d'Italia e alla creazione di una famiglia per dedicare la sua vita allo scautismo e ai suoi ragazzi. Il 6 maggio 1928 l'ASCI delibera all'unanimità lo scioglimento di tutti i suoi reparti in quanto, entro un mese, sarebbe stata vietata "qualsiasi formazione od organizzazione anche provvisoria, che si proponga di promuovere [...] l'educazione fisica, morale e spirituale dei giovani, eccettuate le formazioni e le organizzazioni facenti capo all'Opera Nazionale Balilla". Il 13 maggio l'ASCI cessa legalmente di esistere, ma nonostante ciò Uccellini decide di non interrompere il suo impegno nello scautismo per fedeltà alla promessa pronunciata dieci anni prima.

### Le Aquile randagie
Quando nel 1927 fu imposto all'ASCI di apporre sulle proprie insegne lo stemma dell'ONB Uccellini si rifiutò, e di nuovo rifiutò di consegnare le insegne quando nel 1928 lo scautismo venne definitivamente soppresso.
Uccellini, soprannominato "Kelly", non accettò la fine dello scautismo, e con alcuni ragazzi continuò a mantenere vivo clandestinamente il suo gruppo. Il primo gesto da clandestino, mentre tutti gli altri scout deponevano i loro labari e le loro divise, fu quello di ricevere la promessa scout del giovane Andrea Ciacio nella cripta della chiesa di San Sepolcro, la stessa nella cui piazza antistante Benito Mussolini fondò i Fasci italiani di combattimento nel 1919. Continuò a portare avanti le sue idee di libertà e non-violenza, proponendo ai ragazzi un modello di capo gioioso e coraggioso, capace di continuare nel suo impegno anche dopo che la polizia fascista lo aveva picchiato fino a procuragli dei seri danni all'udito.
Intanto il gruppo di Uccellini trova casa presso la chiesa di San Fedele dandosi come nome di copertura Convegno Giovanile Cattolico Pierino Del Piano e iscrivendosi formalmente alla Gioventù cattolica italiana. Nonostante la chiesa che li ospiti condivida il cortile con la questura, ciò non impedisce al Convegno di proseguire le proprie attività e, nonostante la censura, di pubblicare un giornaletto dal nome La Sibilla avvelenata. Con il tempo si giunge ai ferri corti con la parrocchia ospitante perché le gerarchie della GCI chiedono garanzie sulle attività svolte e, perlomeno, un minimo di prudenza. Si trasferiscono presso i serviti a San Carlo al Corso, ma il registro è sempre uguale: è necessario eliminare ogni elemento legato allo scautismo ed omologarsi ai canoni della GCI. Uccellini e gli altri non ci stanno e così, nel 1929, nascono ufficialmente le Aquile randagie sull'esempio di questi animali che vivono soli nel cielo e per il loro lungo vagabondare da una sede all'altra. Ebbe a dire "Kelly":
Il suo gruppo, che nel frattempo aveva continuato ad accogliere nuovi ragazzi e scout appartenenti agli altri gruppi ormai disciolti, seguitò le attività di nascosto, con campi estivi annuali e partecipando anche ai jamboree mondiali. A quello di Vogelenzang (Paesi Bassi), il 9 agosto 1937 Uccellini incontrò Robert Baden-Powell, fondatore del movimento, il quale rimase colpito dalla storia delle Aquile randagie ed esortò Kelly a proseguire nella sua impresa.
La sua fede in Dio e la sua fiducia nello scautismo lo spinsero nel 1936 a un gesto che viene così raccontato da Mario Sica nel suo Storia dello scautismo in Italia:
Durante il "Jamboree della Pace", svoltosi a Moisson (Francia) nel 1947, ricevette il soprannome di Bad Boy da J.S. Wilson, all'epoca direttore del Bureau Mondiale dello Scautismo.

### La guerra
Durante la seconda guerra mondiale, e specialmente in seguito all'8 settembre 1943, Uccellini, insieme agli altri capi delle Aquile randagie, cercò dei modi per aiutare le persone ricercate dai fascisti. Partecipò quindi alla nascita di O.S.C.A.R. (Organizzazione scautistica cattolica di aiuto ai ricercati). Come membro di questa organizzazione partecipò, tra le tante, all'espatrio in Svizzera di 75 prigionieri africani evasi, anche se l'azione più eclatante forse fu la liberazione di un bambino ebreo dall'ospedale in cui era tenuto prigioniero dei tedeschi in attesa di essere inviato a un campo di sterminio.

### Il dopoguerra
Kelly morì il 23 marzo 1957 a 53 anni per un tumore allo stomaco, vegliato dalla madre e assistito da Vittorio Ghetti, fratello di don Andrea, il quale è medico. Lasciò scritto di essere sepolto in uniforme, con al cuore il giglio scout e al collo il fazzolettone di Gilwell e i quattro tizzoni da Gilwell Deputy Camp Chief, a testimonianza del suo attaccamento a un movimento al quale aveva dedicato la sua vita.
La sepoltura avvenne nel Cimitero Monumentale di Milano; in seguito, i suoi resti vennero composti in una celletta. Domenica 12 marzo 2017, avvicinandosi il 60º anniversario della morte, durante una giornata di festa e celebrazioni i resti avrebbero dovuto essere traslati nella cappella di San Giorgio, presso la Casa Scout di via Marco Burigozzo 11, per essere tumulati sotto il pavimento, assieme ai già presenti resti di “Baden”, ovvero Andrea Ghetti (1912-1980), amico e altra importante figura scoutistica, tuttavia per disguidi burocratici l'impresa non venne portata a termine. La tomba si trova sulla sinistra, rispetto all'ingresso, dopo l'area dedicata alle sepolture degli "acattolici", nella zona "ponente inferiore", galleria E-O, pilastro F, celletta 8.

## Onorificenze e riconoscimenti
In quello stesso anno gli viene conferita alla memoria la medaglia d'oro della provincia di Milano per il merito educativo.
A lui è dedicato il Campo base di Colico, in località Montecchio Sud, sul lago di Como, sede di numerosi campi ASCI, AGI e poi AGESCI per capi, assistenti ecclesiastici, rover ed esploratori.
Il gruppo scout AGESCI Milano II ha dato nome "Kelly" al proprio reparto nel 2007.